# جيل كارمايكل
جيل كارمايكل هو شخصية أعمال وسياسي أمريكي، ولد في 27 يونيو 1927 في كولومبيا في الولايات المتحدة، وتوفي في 31 يناير 2016 في ميريديان في الولايات المتحدة بسبب نوبة قلبية. نشط حزبياً في الحزب الجمهوري.